# 豊潭路駅
豊潭路駅（ほうたんろえき）は、中華人民共和国浙江省杭州市西湖区文二西路と豊潭路の交差点に位置する杭州地下鉄2号線の駅。

## 歴史
- 2017年12月27日：開業[1]。

## 駅構造
島式ホーム1面2線を有する地下駅。
当初の設計では、当駅には引き上げ線が設置される予定でしたが、隣接する豊潭路駅には配線が設けられていませんでした。その後、設計方案が調整され、当駅の引き上げ線は取りやめとなり、代わりに古翠路駅に片渡り線が追加設置されることになりました。。この変更により豊潭路駅は折り返し機能を失い、7月3日の2号線第一期西北区間各駅との同時開通ができず、12月17日の第二期・第三期各駅との同時開通まで延期されることになりました。

### のりば

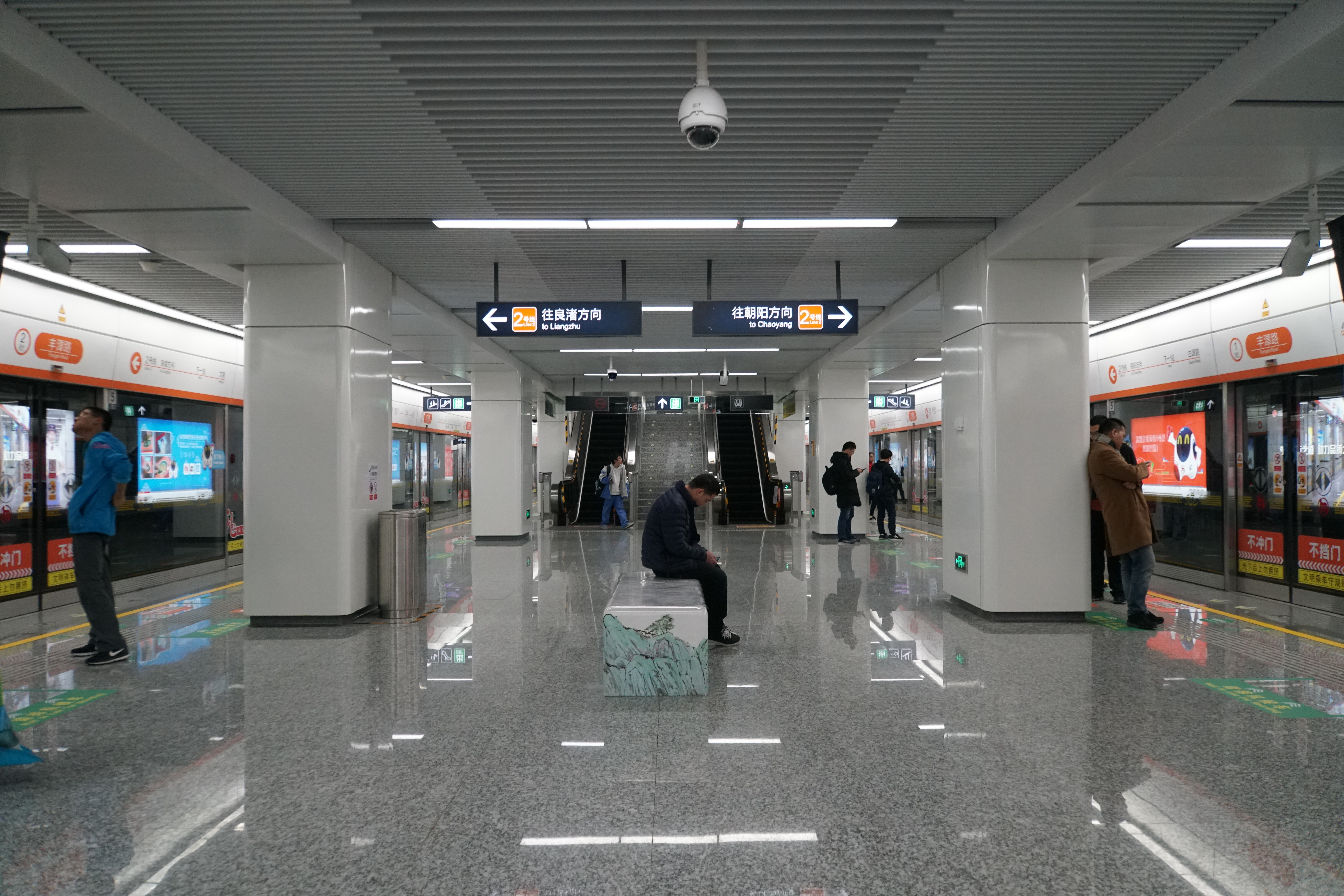
ホーム

| 路線    | 方向 | 行先     |
| ------- | ---- | -------- |
| ■ 2号線 | 下り | 朝陽方面 |
| ■ 2号線 | 上り | 良渚方面 |

（出典：杭州地下鉄:站内空间示意图）

## 駅周辺
- 益楽新村
- 浙江財経大学
- 世紀新城（西区）
- 恩済花園
- 金城花園
- 南都徳加
- 香樟公寓
- 金都新城
- 嘉緑西苑
- 南都・銀座公寓
- 嘉緑名苑

## 隣の駅
杭州地下鉄
■ 2号線
古翠路駅 - 豊潭路駅 - 文新駅